# Premio Salvo Randone
Il premio Salvo Randone è un premio teatrale assegnato da una giuria presieduta da Giorgio Pressburger. Il premio prende il nome dall'attore siciliano Salvo Randone.
La prima edizione del premio è stata nel 1991. In questi anni molti tra i più grandi artisti italiani hanno ricevuto questo premio, tra cui: Mario Scaccia, Vittorio Gassman, Alessandro Gassmann, Elena Sofia Ricci, Marina Giulia Cavalli, Evelyn Famà e Massimo Wertmüller.